# Mephitis mephitis
La moffetta comune o, più di rado, moffetta striata (Mephitis mephitis (Schreber, 1776)) è un carnivoro del genere Mephitis presente in gran parte del Nordamerica, compreso il Canada meridionale, gli Stati Uniti e il Messico settentrionale. Grazie alla vastità del suo areale e alla sua abilità di adattarsi agli ambienti antropizzati, viene attualmente classificata dalla IUCN come «specie a rischio minimo» (Least Concern).
Le moffette comuni sono onnivori poligami con pochi predatori naturali, fatta eccezione per gli uccelli rapaci. Come tutte le moffette, possiedono ghiandole odorifere piene di muschio altamente sviluppate per tenere alla larga i predatori. La loro storia è da tempo intrecciata a quella degli esseri umani, in quanto vengono catturate o tenute in cattività per la loro pelliccia o allevate come animali da compagnia. La moffetta comune è uno degli animali del Nordamerica più facilmente riconoscibili e compare spesso come personaggio di cartoni animati e libri per bambini.

## Tassonomia

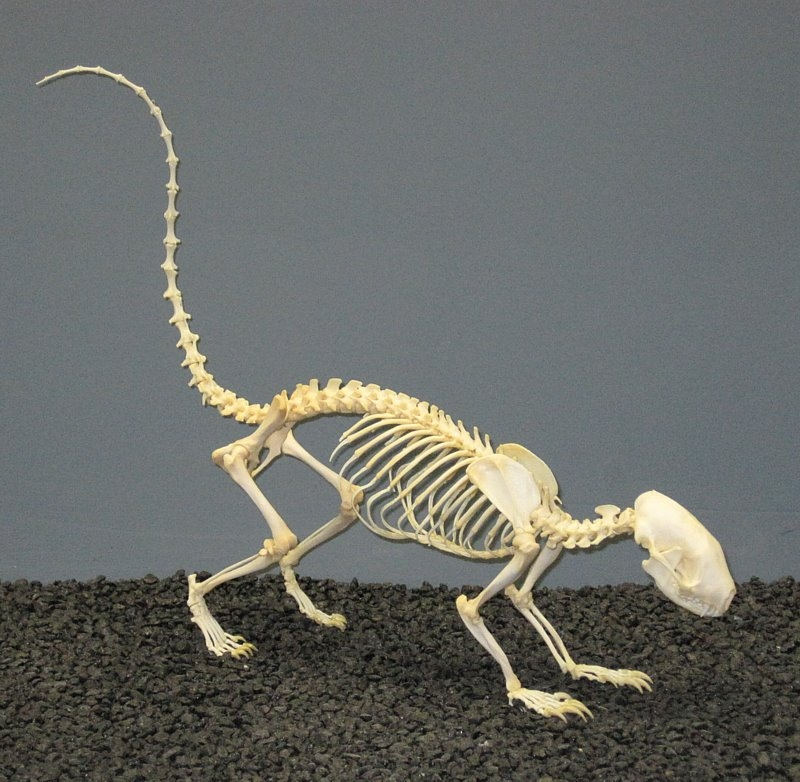
Scheletro in mostra al Museo di Osteologia di Oklahoma City (Oklahoma).

La moffetta comune venne descritta scientificamente per la prima volta da Johann Christian Daniel von Schreber, che la battezzò Viverra mephitis. La località tipo si trova nel Canada orientale.

### Evoluzione e sottospecie
I reperti fossili più antichi attribuibili a Mephitis sono stati rinvenuti nel sito di Broadwater, in Nebraska, e risalgono al Pleistocene inferiore, meno di 1,8 milioni di anni fa. Nel Pleistocene superiore (70 000-14 500 anni fa), la moffetta comune era ampiamente distribuita in tutto il sud degli Stati Uniti e si espanse verso nord e verso ovest nell'Olocene (10 000-4 500 anni fa) in seguito al ritiro del ghiacciaio del Wisconsin.
Le analisi filogenetiche del citocromo b della specie e dei dati dei microsatelliti, realizzate nel 2012, hanno indicato l'esistenza di quattro gruppi distinti di moffetta comune. Il primo ebbe origine nella regione del Texas/Messico durante il Rancholabreano, prima della glaciazione dell'Illinoiano, e colonizzò gli Stati Uniti sud-orientali. Il secondo, anch'esso originatosi nella regione del Texas/Messico, si espanse verso ovest fino alle Montagne Rocciose durante il periodo glaciale dell'Illinoiano. Due altri sottocladi si formarono in seguito, durante il periodo interglaciale del Sangamoniano, su entrambi i lati della Sierra Nevada. Il sottoclade che colonizzò il Gran Bacino si espanse successivamente verso est, attraverso le Montagne Rocciose settentrionali, durante l'Olocene, ricolonizzando le Grandi Pianure ed entrando in contatto con il gruppo meridionale. Un contatto secondario simile, ma meno significativo, si verificò quando lo stesso sottoclade si mescolò con i membri del gruppo orientale a est del fiume Mississippi.
Attualmente vengono riconosciute tredici sottospecie di moffetta comune:
| Sottospecie                                               | Pelliccia | Cranio | Autore                            | Descrizione | Areale | Sinonimi |
| --------------------------------------------------------- | --------- | ------ | --------------------------------- | --- | --- | --- |
| Moffetta del Canada M. m. mephitis (sottospecie nominale) |           |        | Schreber, 1776                    | Sottospecie di grandi dimensioni dalla coda corta e sottile e dal mantello bianco e nero dai disegni costanti.                                                        | Canada orientale: Nuova Scozia, Québec e Ontario settentrionale. | americana Desmarest, 1818 chinche Fischer, 1829 mephitica Saw, 1792 vulgaris F. Cuvier, 1842                                               |
| Moffetta dell'Illinois M. m. avia                         |           |        | Bangs, 1898                       | Simile a M. m. mesomelas, ma con il cranio leggermente più grande. | Praterie di Illinois, Indiana occidentale e Iowa orientale. | newtonensis Brown, 1908 |
| Moffetta della Florida M. m. elongata                     |           |        | Bangs, 1895                       | Sottospecie di medie dimensioni dalla coda molto lunga. I disegni bianchi sono generalmente molto larghi.                                                             | Dalla Florida alla Carolina del Nord e, sulle montagne, fino alla Virginia Occidentale; verso ovest, sulla costa del Golfo, fino al fiume Mississippi.                                                            | |
| Moffetta dell'Arizona M. m. estor                         |           |        | Merriam, 1890                     | Piccola sottospecie simile a M. m. varians, ma con la coda più corta e il cranio più piccolo. I disegni bianchi sono particolarmente larghi lungo il dorso e la coda. | Arizona, Nuovo Messico occidentale, Sonora, Chihuahua e Bassa California settentrionale; verso sud, lungo la Sierra Madre, fino al Chihuahua meridionale.                                                         | |
| Moffetta della California meridionale M. m. holzneri      |           |        | Mearns, 1898                      | Simile a M. m. occidentalis, ma più piccola. | California meridionale, dalle vicinanze della baia di Monterey a sud, fino alla Bassa California; a est fino alla Sierra Nevada e alle San Bernardino Mountains.                                                  | |
| Moffetta delle Pianure settentrionali M. m. hudsonica     |           |        | Richardson, 1829                  | Sottospecie molto grande con coda molto folta di medie dimensioni. | Canada occidentale, dal Manitoba alla Columbia Britannica; verso sud negli Stati Uniti, fino a Colorado, Nebraska e Minnesota.                                                                                    | americana (Lesson, 1865) chinga Tiedemann, 1808 minnesotoe Brass, 1911                                                                     |
| Moffetta del Gran Bacino M. m. major                      |           |        | Howell, 1901                      | Probabilmente la sottospecie di maggiori dimensioni, simile a M. m. occidentalis, ma con il piede posteriore più lungo e il cranio più pesante.                       | Oregon orientale, California settentrionale e Nevada; a est fino ai monti Wasatch nello Utah. | |
| Moffetta della Louisiana M. m. mesomelas                  |           |        | Lichtenstein, 1832                | Sottospecie molto piccola, dalla coda corta. | A ovest della valle del Mississippi dalla Louisiana meridionale al Missouri; verso ovest, lungo la costa del Texas, fino all'isola di Matagorda e, risalendo la valle del Red River, fino almeno a Wichita Falls. | mesomeles Gerrard, 1862 scrutator Bangs, 1896                                                                                              |
| Moffetta orientale M. m. nigra                            |           |        | Peale e Palisot de Beauvois, 1796 | Sottospecie di medie dimensioni, con coda più lunga che in M. m. mephitis.                                                                                            | New England e Middle Atlantic, fino alla Virginia a sud e all'Indiana a ovest. | bivirgata C. E. H. Smith, 1839 dentata Brass, 1911 fetidissima Boitard, 1842 frontata Coues, 1875 olida Boitard, 1842 putida Boitard, 1842 |
| Moffetta della Catena delle Cascate M. m. notata          |           |        | Hall, 1936                        | Simile a M. m. occidentalis, ma con coda più corta, cranio più pesante e strisce più sottili.                                                                         | Stato di Washington meridionale e Oregon settentrionale, a est della Catena delle Cascate. | |
| Moffetta della California M. m. occidentalis              |           |        | Baird, 1858                       | Grande sottospecie simile a M. m. hudsonica, ma con coda più lunga e cranio più stretto.                                                                              | California settentrionale e centrale, dalle vicinanze della baia di Monterey, a sud, fino alla valle del Willamette in Oregon, a nord, a ovest della Sierra Nevada e della Catena delle Cascate.                  | notata Howell, 1901 platyrhina (Howell, 1901)                                                                                              |
| Moffetta del Puget Sound M. m. spissigrada                |           |        | Bangs, 1898                       | Simile a M. m. occidentalis, ma con la coda più corta e più bianco su corpo e coda.                                                                                   | Litorale del Puget Sound e regione costiera dello stato di Washington e dell'Oregon settentrionale. | foetulenta Elliot, 1899 |
| Moffetta del Texas M. m. varians                          |           |        | Gray, 1837                        | Grande sottospecie dalla coda molto lunga, con i disegni simili a quelli di M. m. hudsonica.                                                                          | Texas meridionale e occidentale, Nuovo Messico orientale e parti adiacenti del Messico; verso nord fino a Oklahoma, Colorado, Kansas e Nebraska.                                                                  | texana Low, 1879 |

### Nomi locali
La parola inglese skunk, talvolta usata anche in italiano per indicare le moffette, ha due radici di origine algonchina e irochese, rispettivamente seganku (abenaki) e scangaresse (urone). Dalla parola cree e ojibwe shee-gawk, che significa «terra delle moffette», trae origine il toponimo Chicago. Talvolta la moffetta comune viene chiamata impropriamente «puzzola», in quanto i primi coloni inglesi notarono una certa somiglianza con la puzzola europea. A questa associazione si deve probabilmente la cattiva reputazione della moffetta come ladra di pollame, nonostante sia molto meno pericolosa per i pollai della puzzola vera e propria. Alla fine del XIX secolo, presso i commercianti di pellicce, la moffetta era nota come Alaska sable, «zibellino dell'Alaska».
Tra i nomi con cui la specie è nota presso i nativi ricordiamo:
| Lingua o popolazione    | Nome         |
| ----------------------- | ------------ |
| Abenaki                 | seganku      |
| Chipewyan               | nool'-tsee-a |
| Cree Ojibwe             | shee-gawk    |
| Tsilhqotʼin (Chilcotin) | guli         |
| Uroni                   | scangaresse  |
| Sioux Ogallala          | mah-kah      |
| Sioux Yankton           | mah-cah      |

## Descrizione

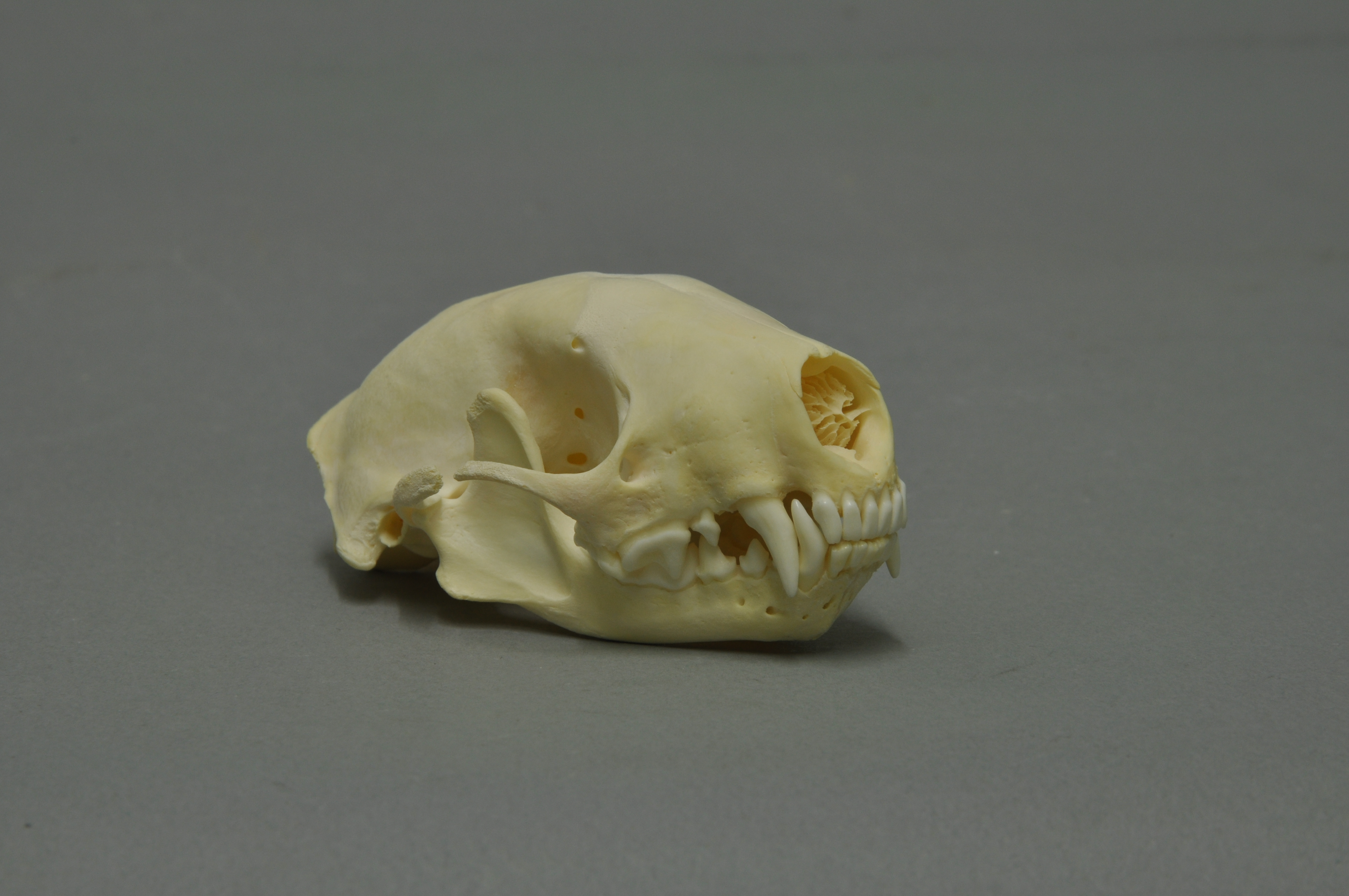
Cranio di moffetta comune.

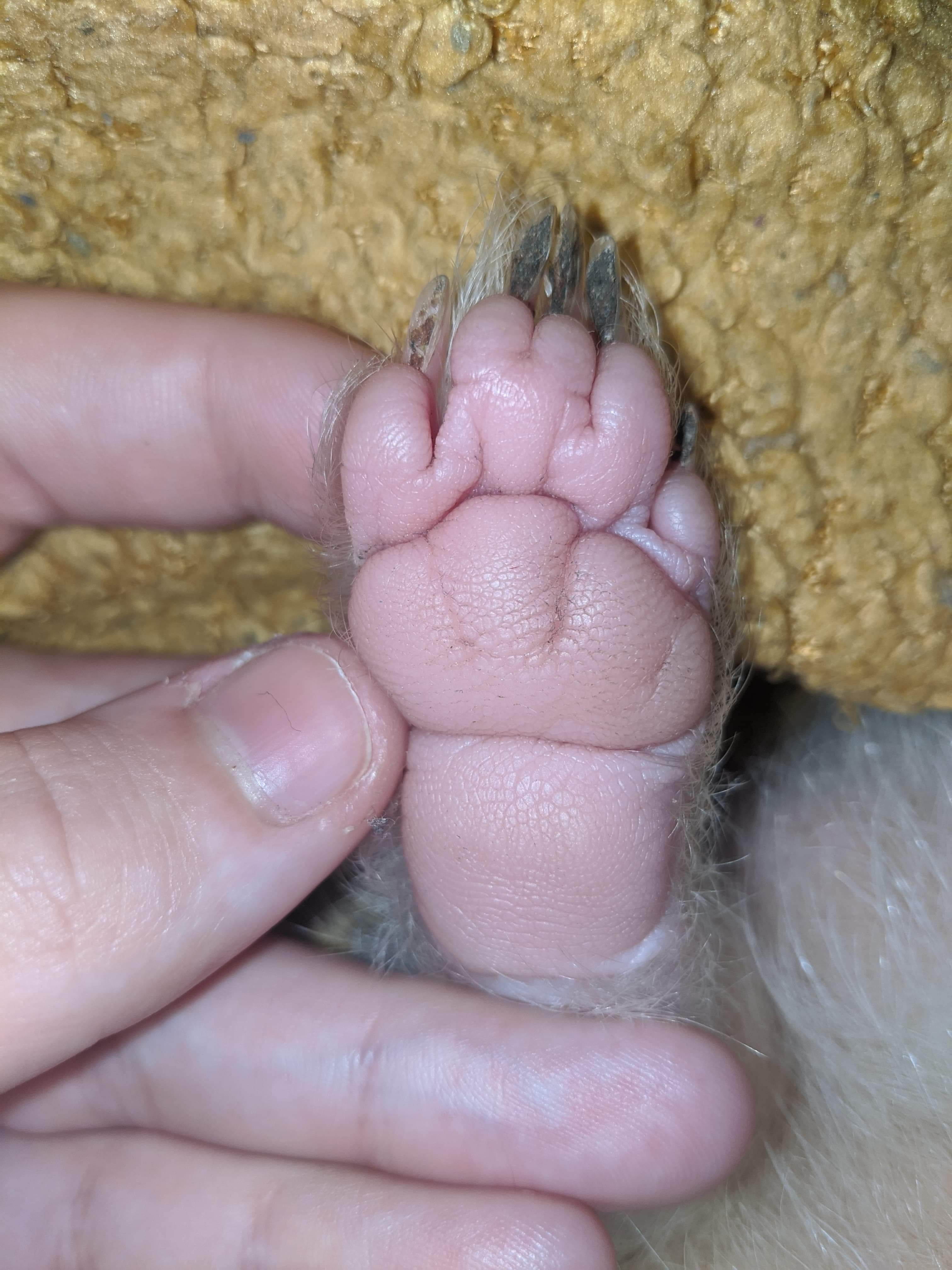
Piede posteriore sinistro di un esemplare albino.

La moffetta comune è un animale dalla struttura robusta e dagli arti corti, con una piccola testa conica e una coda lunga e straordinariamente folta. I maschi adulti sono più grandi delle femmine del 10%; entrambi i sessi presentano una lunghezza totale di 52-77 cm e di solito pesano 1,8-4,5 kg, anche se alcuni esemplari possono raggiungere i 5,5 kg. I piedi sono plantigradi, hanno le piante nude e non sono larghi o piatti come quelli delle moffette dal naso di porco. I piedi anteriori sono dotati di cinque lunghi artigli ricurvi adatti per scavare, mentre quelli dei piedi posteriori sono più corti e diritti.
Lo schema dei disegni della pelliccia varia notevolmente, ma in genere è costituito da uno sfondo nero con una striscia bianca che parte dalla testa e si divide lungo le spalle, proseguendo lungo i fianchi fino al posteriore e alla coda. Alcuni esemplari hanno una macchia bianca sul petto, mentre altri presentano delle strisce bianche sulla superficie esterna degli arti anteriori. Di tanto in tanto sono stati segnalati esemplari aberranti marroni o color crema.
Come tutti i mefitidi, la moffetta comune possiede due ghiandole odorifere altamente sviluppate, una su ciascun lato dell'ano, contenenti circa 15 millilitri di muschio ciascuna, che fornisce una difesa chimica contro i predatori. Questo muschio oleoso, di colore giallo, è costituito da una miscela di tioli (composti sulfurei simili agli alcoli, nelle fonti più antiche chiamati «mercaptani») e può essere spruzzato a una distanza di diversi metri. L'odore di questo muschio è stato paragonato da Ernest Thompson Seton a una miscela di muschio profumato, essenza d'aglio, zolfo bruciato e gas di fogna «moltiplicato per mille», mentre Clinton Hart Merriam affermava che non è più offensivo di «un decimo» di quello prodotto dai visoni o dalle donnole. Può essere spruzzato a una distanza di diversi metri. Se spruzzato negli occhi, questo composto può causare una temporanea sensazione di bruciore.

## Biologia

### Riproduzione e sviluppo
La moffetta comune è poligama e di norma si riproduce una volta all'anno, anche se le femmine di un anno che non sono riuscite ad accoppiarsi possono entrare in un secondo ciclo estrale un mese dopo il primo. La stagione degli amori di solito si verifica tra la metà di febbraio e la metà di aprile, ma può essere ritardata alle latitudini più elevate. Prima dell'accoppiamento, nel periodo tra gennaio e febbraio, i testicoli dei maschi si ingrossano, fino a raggiungere le massime dimensioni a marzo. Durante questo periodo, i maschi si spostano in continuazione alla ricerca di femmine, talvolta coprendo anche 4 km a notte.
Quando un maschio individua una femmina, si avvicina a lei da dietro e le lecca i genitali, quindi la morde sulla nuca prima di accoppiarsi. Un solo maschio può avere un harem di più femmine, con le quali si accoppia, difendendole dagli altri maschi per un periodo di circa 35 giorni. Terminato il periodo degli amori, le femmine fecondate si ritirano nelle loro tane, mentre i maschi cercano di ricostituire le proprie riserve di grasso.

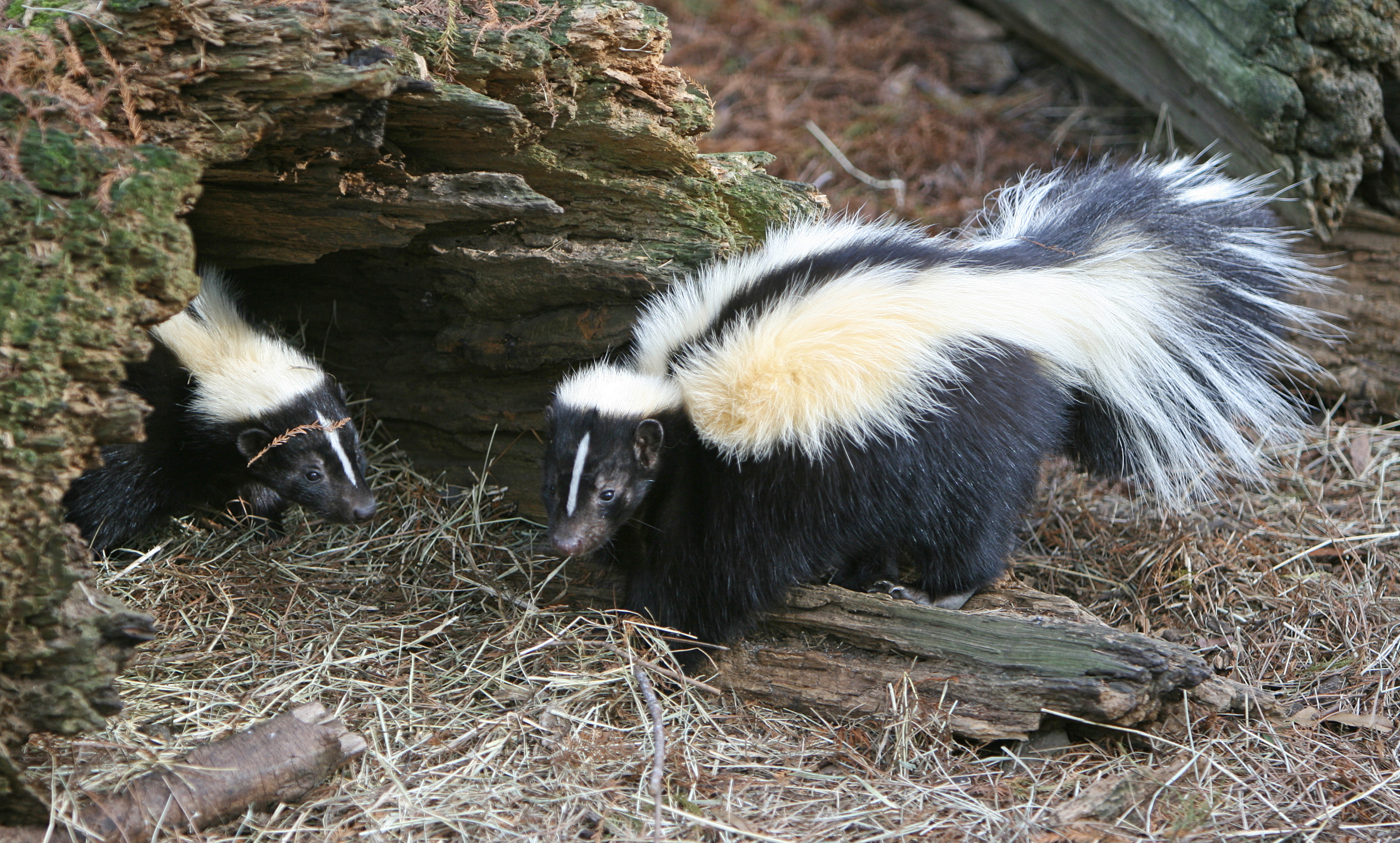
Coppia di moffette comuni.

Il periodo di gestazione dura circa 59-77 giorni: i piccoli nascono tra la metà di maggio e l'inizio di giugno. Ogni cucciolata è composta da un numero di piccoli variabile da 2 a 12, anche se siamo a conoscenza di una femmina in Pennsylvania che dette alla luce 18 piccoli. Questi, del peso di 25-40 grammi, nascono ciechi e ricoperti di pelo rado. Aprono gli occhi dopo circa tre settimane e vengono svezzati dopo 42-56 giorni. Sebbene le loro ghiandole anali non si siano ancora sviluppate, i piccoli di questa età assumono istintivamente la tipica posizione difensiva se vengono minacciati. A questo punto, possono accompagnare la madre fuori dalla tana, divenendo indipendenti all'età di due mesi e mezzo.

### Tana
La moffetta comune è in grado di scavare da sé la propria tana, anche se si appropria di quelle abbandonate da altri animali se si presenta l'occasione. Queste tane vengono normalmente utilizzate solo alla fine dell'autunno, in inverno e all'inizio della primavera, mentre le femmine con i piccoli non svezzati ne fanno uso anche in tarda primavera e in estate. Nelle aree coltivate, le moffette comuni scavano le loro tane nelle zone incolte tra un campo e l'altro, probabilmente perché qui hanno meno probabilità di essere disturbate dai macchinari agricoli o dal bestiame. In inverno è frequente imbattersi in tane occupate da più femmine e da un solo maschio. Durante questo periodo, la moffetta risparmia energie abbassando la sua temperatura corporea da 38 a 32 °C. Sebbene talvolta si spinga per brevi periodi in cerca di cibo anche in inverno, nei mesi freddi dipende principalmente dalle riserve di grasso accumulate e può perdere fino al 50% del suo peso corporeo.

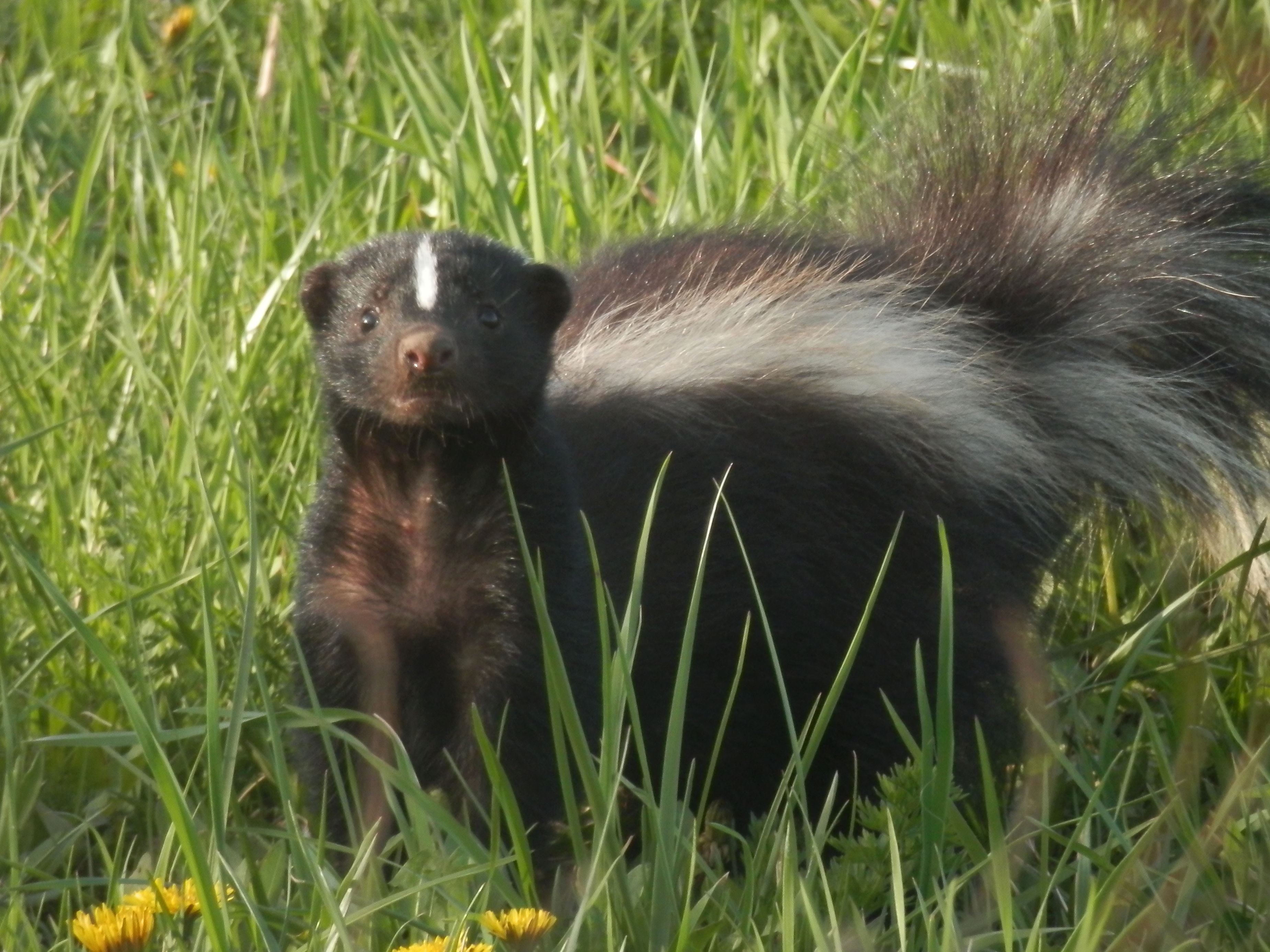
Moffetta comune a Guelph (Ontario).

### Habitat
La moffetta comune è presente in un'ampia varietà di habitat, soprattutto nei boschi misti, nei terreni cespugliosi e nei campi aperti intervallati da gole boscose e affioramenti rocciosi. Alcune popolazioni, in particolare nell'Illinois nord-occidentale, preferiscono le aree coltivate a quelle incolte.

### Alimentazione

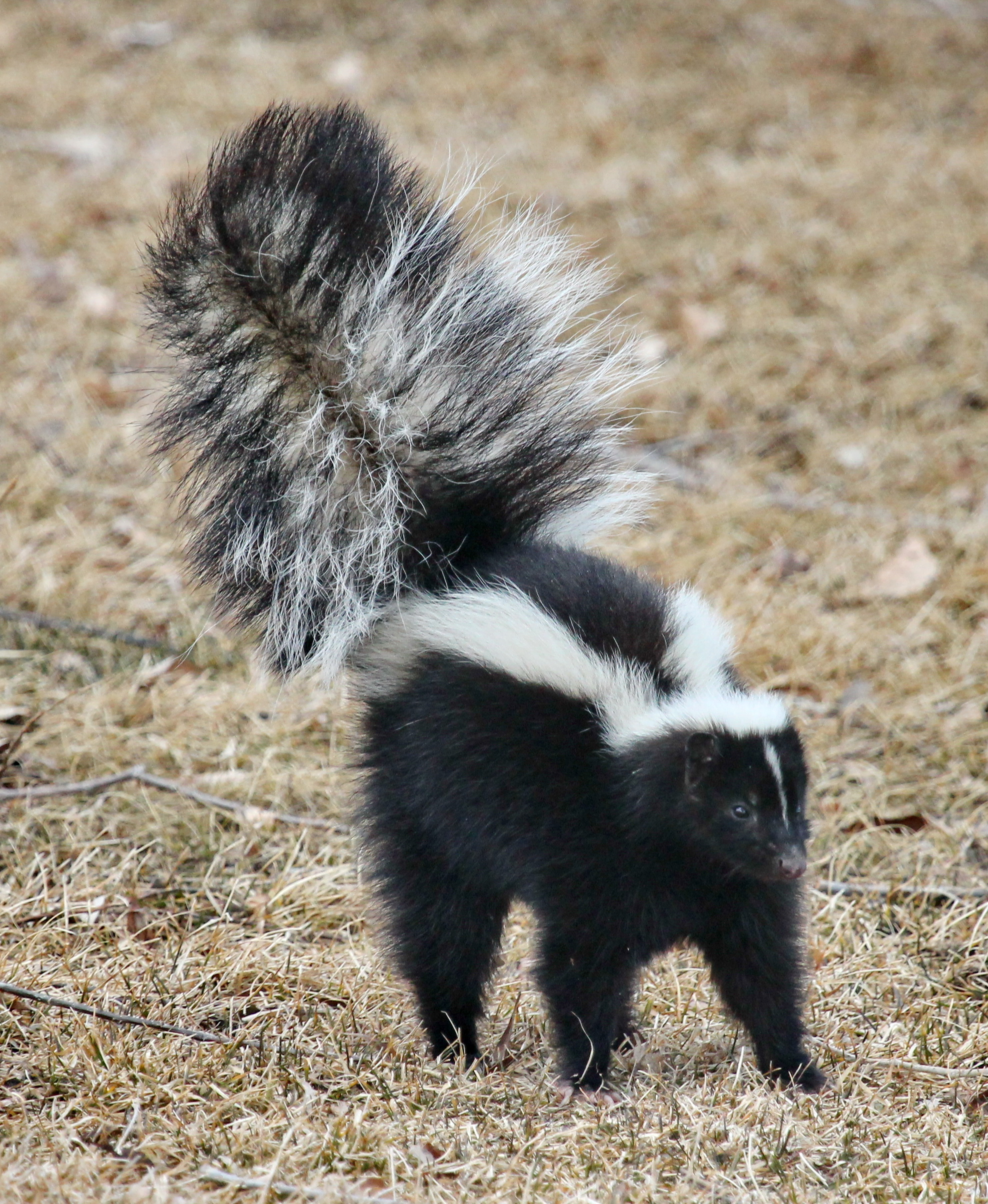
Questa posizione, con la coda eretta e arruffata, indica che l'animale è pronto a spruzzare.

Sebbene sia principalmente insettivora, la moffetta comune è abbastanza adattabile da includere anche altri animali e persino sostanze vegetali nella sua dieta. Tra gli insetti che vengono consumati più di frequente figurano cavallette, coleotteri, grilli, bruchi, altre larve di insetti e api. Sul menu figurano anche altri invertebrati quali vermi, gamberi e altri artropodi. Nei mesi invernali e primaverili, la moffetta comune integra la sua dieta con vertebrati quali peromischi dai piedi bianchi, arvicole, uova e pulcini di uccelli che nidificano a terra. Si nutre anche di anfibi, rettili, carogne e pesci. Gli esemplari che abitano le zone costiere della California si nutrono di granchi e pesci spiaggiati. Sebbene la moffetta non sia in grado di inseguire prede veloci, almeno un esemplare è stato visto mentre inseguiva dei silvilaghi del New England nelle loro tane. Come è stato detto, la moffetta si nutre anche di sostanze vegetali, come mele, mirtilli, Prunus serotina, Physalis heterophylla, mais e solanacee, quando la stagione lo consente.

### Predatori
Grazie alla sua formidabile abilità difensiva, la moffetta comune ha pochi nemici naturali. Di solito i mammiferi predatori, come puma, coyote, linci rosse, tassi, volpi rosse e grigie, evitano le moffette, tranne quando sono davvero affamati. Gli uccelli rapaci, come aquile reali, aquile di mare testabianca e gufi della Virginia, tendono ad avere maggiore successo nel dar loro la caccia, ma anch'essi rischiano di essere accecati dalle secrezioni maleodoranti della preda.

### Malattie
La moffetta comune è uno dei principali portatori del virus della rabbia, seconda solo ai procioni negli Stati Uniti, dove il 25% dei casi annuali riguarda esemplari di questa specie. Le moffette sono i principali ospiti di questo virus negli Stati Uniti centro-settentrionali e centro-meridionali, nonché in Canada. I casi di rabbia in questa specie sono generalmente epizootici e ricorrenti. Le moffette sono anche ospiti del parvovirus canino e possono soffrire di leptospirosi.

## Rapporti con l'uomo

### Nella cultura
La moffetta comune figura spesso nei miti e nelle tradizioni orali dei nativi americani. Alcune storie cercano di spiegare il suo motivo a strisce o come ha ottenuto il suo odore. Le moffette ricoprono vari ruoli nelle leggende e possono essere rappresentate come eroi, antagonisti, imbroglioni o mostri. Per i Muscogee, la moffetta rappresentava la lealtà familiare e la difesa dei propri cari. I Winnebago usavano la moffetta per simboleggiare la vanità, essendo bella fuori ma brutta dentro.
La moffetta comune veniva chiamata «emblema dell'America» da Ernest Thompson Seton. Compare spesso nella cultura popolare moderna, essendo oggetto di varie canzoni jazz e funk, come Skunk Song di Cab Calloway e Some Skunk Funk dei Brecker Brothers. Il collegamento con la moffetta in questi casi potrebbe essere dovuto al fatto che il termine «funk» viene utilizzato anche per indicare un odore pungente. 
Il popolare gruppo britannico Skunk Anansie prende il nome dalla moffetta, associato a quello del dio africano Anansi.
Le moffette sono anche personaggi popolari nelle storie per bambini, nei fumetti e nei cartoni animati: particolarmente celebri sono Pepé Le Pew, personaggio della Warner Bros., e Fiore, personaggio del film Disney Bambi del 1942; il loro odore muschiato le rende una fonte di paura e ostracizzazione.

### Caccia e importanza economica

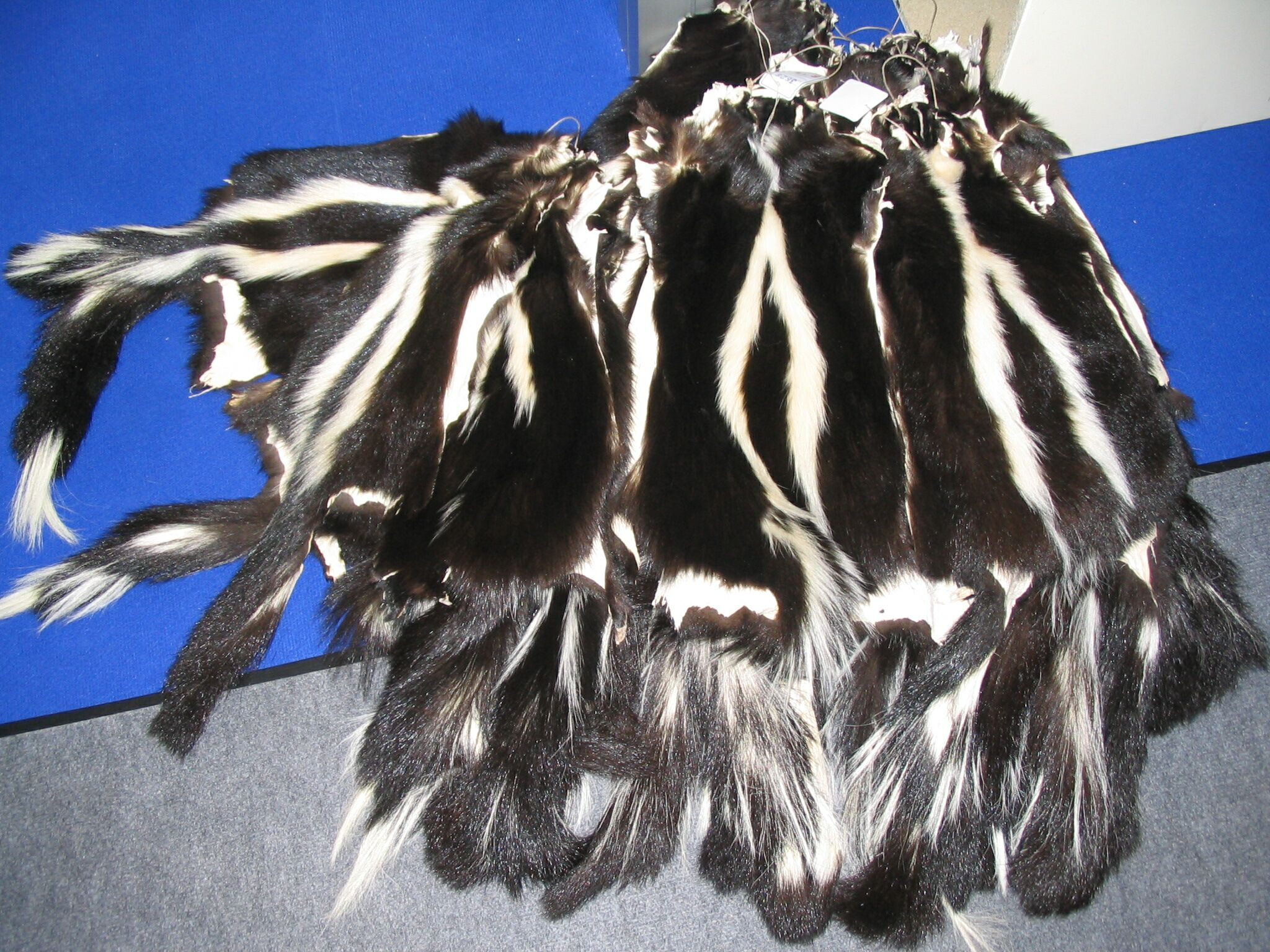
Pelli di moffetta comune.

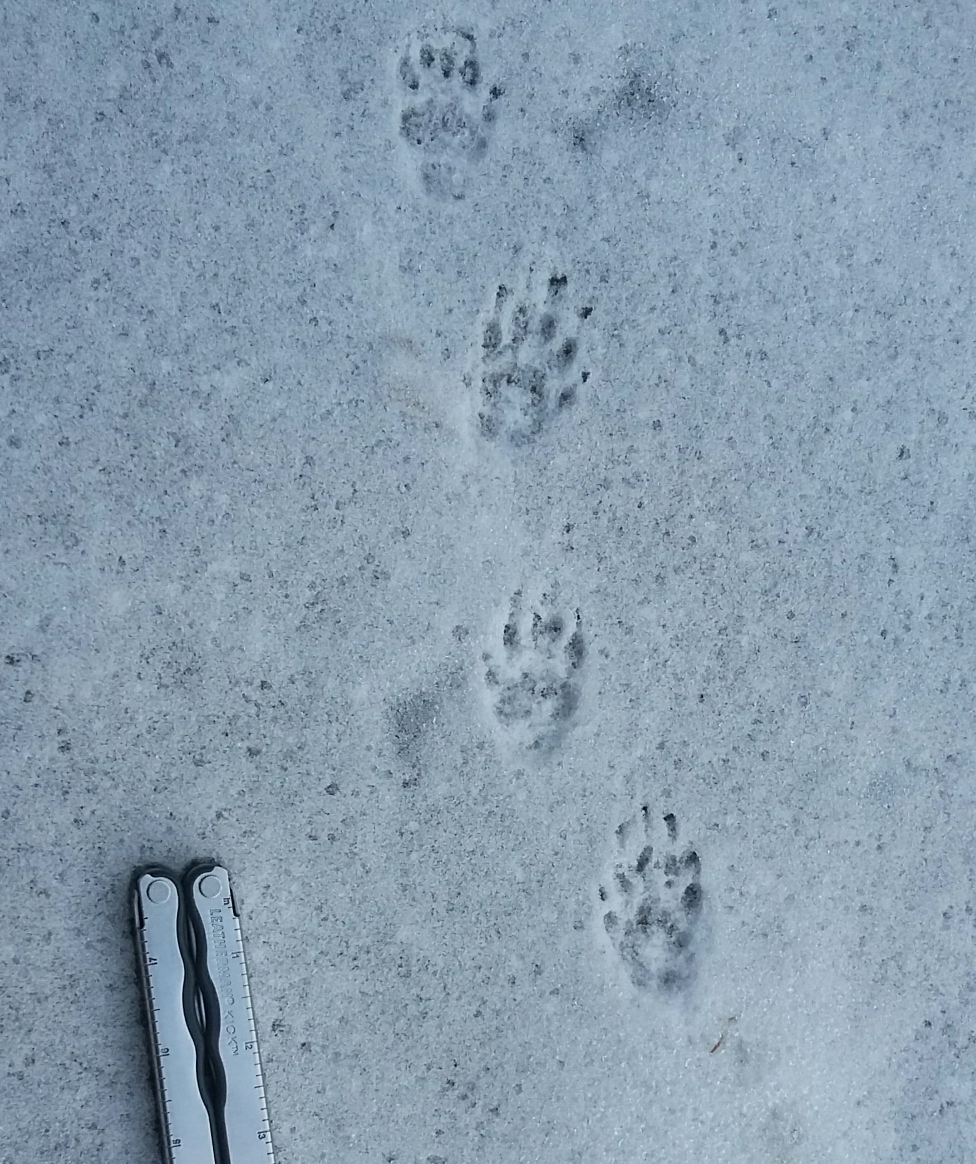
Tracce sulla neve.

La moffetta comune è uno degli animali da pelliccia più ricercati del Nordamerica e in passato era seconda solo all'ondatra zibetica per numero di esemplari catturati all'anno. La sua pelliccia è di grande valore, essendo resistente e ricca di lucentezza, sebbene questa caratteristica diminuisca con l'usura e l'esposizione alla luce solare. Le pelli di moffetta vengono suddivise in quattro tipi, i più preziosi dei quali sono quelli con una maggiore quantità di nero. A loro volta questi vengono suddivisi in base alla loro provenienza: le pelli più preziose sono quelle degli esemplari settentrionali, che hanno una pelliccia più fine e più scura. Le moffette sono estremamente facili da catturare e si avvicinano anche alle trappole dove erano già state catturate in precedenza. Tuttavia, poiché sono difficili da uccidere senza che spruzzino il loro liquido nauseante (rovinando quindi la pelliccia), di solito venivano abbattute con un colpo paralizzante alla parte bassa della schiena o annegate se venivano prese con una trappola a scatola.
L'allevamento delle moffette su vasta scala ebbe inizio alla fine degli anni 1890, quando la richiesta straniera delle loro pelli aumentò e le catture intensive avevano in gran parte portato alla scomparsa degli esemplari più preziosi, quelli di colore prevalentemente nero. L'allevamento in cattività si rivelò relativamente semplice rispetto a quello di visoni e martore, poiché le moffette sono più docili e hanno esigenze dietetiche meno specifiche. Particolare enfasi venne riservata alla selezione di moffette più docili e di colore più scuro. Prima della prima guerra mondiale, le pelli di moffetta venivano principalmente spedite per nave in Europa, ma il miglioramento delle tecniche di deodorazione e lavorazione delle pelli portò ad un maggiore interesse per le vendite sul mercato nordamericano. Nonostante fossero facili da allevare e gestire, l'allevamento delle moffette non era eccessivamente redditizio, poiché il prezzo relativamente basso delle pelli non compensava le spese di mantenimento. Tuttavia, esso era considerato un buon strumento di pratica per gli allevatori dilettanti di animali da pelliccia che desideravano in seguito rivolgersi ad animali più preziosi, come martore, zibellini, visoni e volpi argentate.

### Come animale da compagnia
La moffetta comune è facilmente addomesticabile e durante il XIX secolo veniva spesso tenuta nei fienili per uccidere ratti e topi. L'allevamento selettivo ha portato alla nascita di varie mutazioni di colore, come nero, marrone cioccolato o grigio fumo e bianco, albicocca, albino, bianco, lavanda, champagne e mogano.

### Altri impieghi

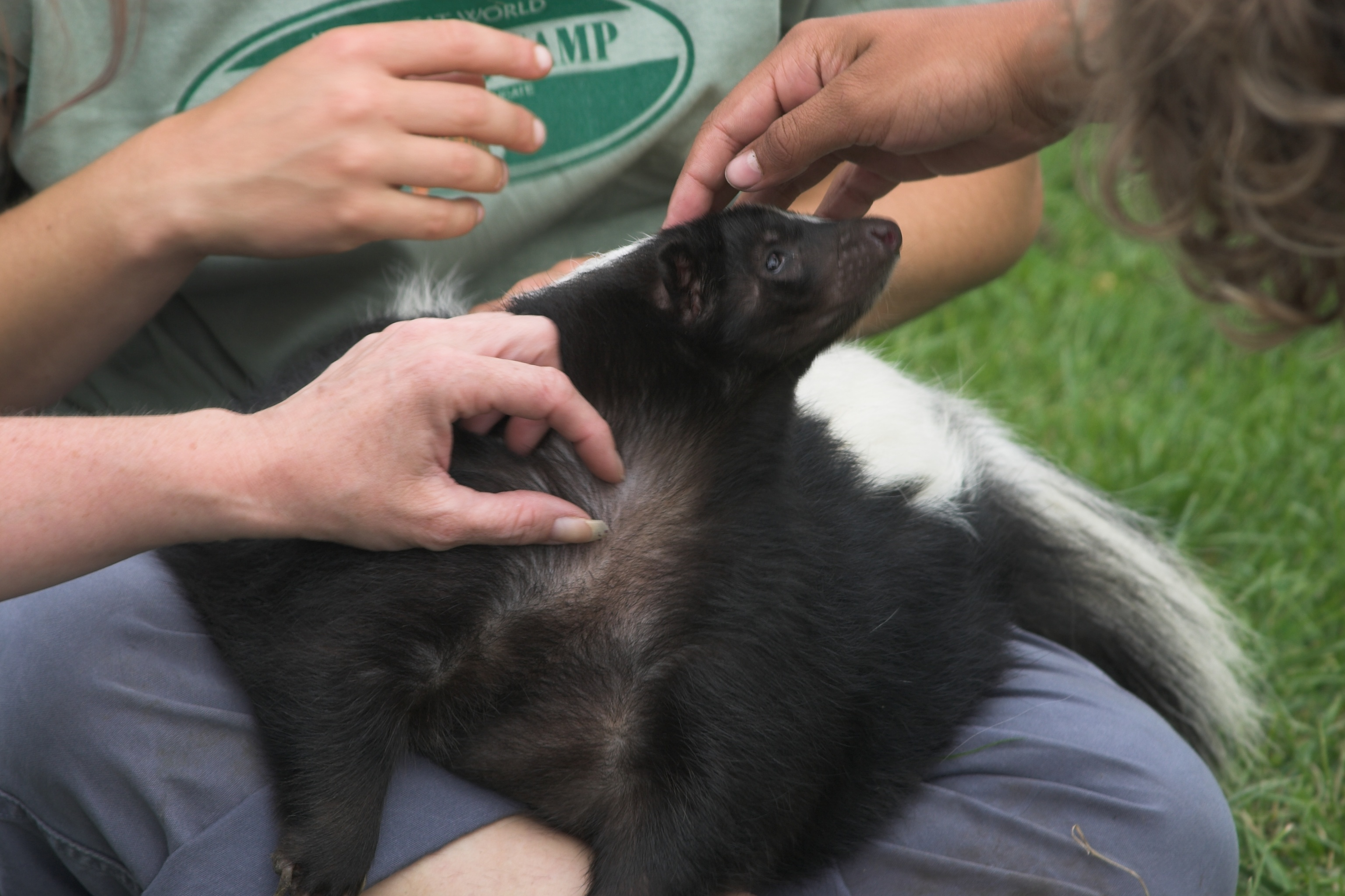
Una moffetta addomesticata viene coccolata.

La moffetta comune veniva regolarmente mangiata dai cacciatori di pellicce e dalle popolazioni indigene, a condizione che l'animale non fosse troppo vecchio o non avesse spruzzato prima di essere ucciso. Lo zoologo americano Clinton Hart Merriam descrisse la carne di moffetta come bianca, tenera, dolce e più delicata del pollo. La carne era apprezzata dagli immigrati cinesi, che acquistavano anche cistifellea di moffetta per scopi medicinali.
In passato si riteneva che il grasso di moffetta fosse un ottimo lubrificante.
Il muschio veniva usato come rimedio popolare per l'asma, nonostante il suo odore molto forte.